# Электроэнергетика Канады
Электроэнерге́тика Кана́ды играет важную роль в экономической и политической жизни этой страны с конца XIX века. Эта отрасль организована по провинциям и территориям. В большинстве провинций ведущую роль в генерации, передаче и распределении электроэнергии играют крупные государственные объединённые коммунальные предприятия. В последнее десятилетие Онтарио и Альберта создали рынки электроэнергии для увеличения инвестиций и конкуренции в этой отрасли экономики.
Канада — второй в мире производитель гидроэлектроэнергии, гидроэнергетика покрывает 60% общей выработки энергии на электростанциях страны. Канада имеет самую большую в мире выработку электроэнергии на гидростанциях, превышающую 353 млрд кВтч в год. С 1960 г. крупные гидроэнергетические проекты, особенно в Квебеке, Британской Колумбии, Манитобе и Ньюфаундленде и Лабрадоре, значительно увеличили выработку энергии в стране. 
Канадские дома, конторы и заводы являются крупными потребителями электроэнергии, или hydro, как её часто называют именно в Канаде. Канада стоит на седьмом месте по энергопотреблению на душу населения (14 128 кВт/ч в год на человека, 2021 год)

Выработка электроэнергии в Канаде по типам, ТВт*ч: гидроэнергетика, ископаемые топлива, ядерная, другие виды возобновляемой энергии.